# Messerschmitt Bf 109
Мессершмитт Bf 109 (нем. Messerschmitt Bf 109, традиционное для СССР написание — Ме-109) — одномоторный поршневой истребитель-низкоплан, состоявший на вооружении Люфтваффе и ВВС различных стран почти 30 лет. В зависимости от модификации использовался в качестве дневного истребителя (включая специализированные модификации для малых высот и семейство версий высотных истребителей), дневного и ночного истребителя-перехватчика, истребителя-штурмовика, истребителя-бомбардировщика, истребителя-фоторазведчика и фоторазведчика без вооружения (в том числе и высотного), а также учебно-тренировочного истребителя. Являлся одним из двух основных истребителей «Люфтваффе», самым массовым самолётом Германии на протяжении всей Второй мировой войны, а также самым массовым истребителем в истории.
По количеству произведённых машин (по состоянию на март 1945 года только в Германии — около 32 500 штук;  общее производство — с учётом выпуска в апреле 1945 года, в Венгрии, Румынии, франкистской Испании в 1944—1958 годах и послевоенной Чехословакии в 1945—1948 годах — превышает 33 000 экземпляров; есть также сведения, что суммарный выпуск самолётов семейства Bf 109 составил 34 826 или даже 34 852 экземпляра) является одним из самых массовых самолётов в истории, уступая лишь штурмовику Ил-2 (36 163 машины) и лёгкому самолёту общего назначения Cessna 172 Skyhawk. Иногда можно встретить утверждение, что учебный самолёт, а позже — в том числе и ночной бомбардировщик У-2 (По-2) — также превосходил по объёмам производства Bf 109 (называются числа до 40 тыс. выпущенных У-2). Но это не находит подтверждения в советских источниках, оценивающих производство У-2 в приблизительно 33 000 машин.

## История создания

### Предыстория

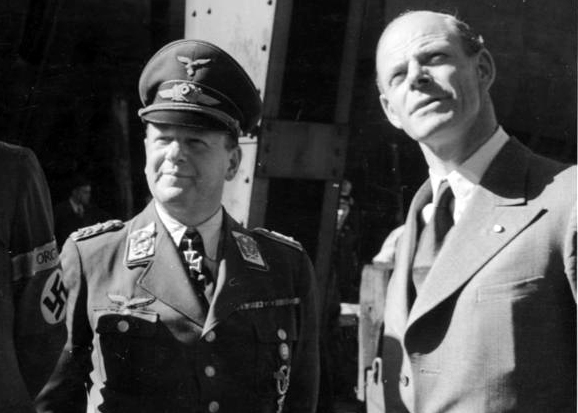
Эрхард Мильх и Вилли Мессершмитт

30 января 1933 года лидер НСДАП Адольф Гитлер был назначен рейхсканцлером Веймарской республики. Одной из важнейших задач новой власти являлась ликвидация ограничений в области вооружений, наложенных на Германию Версальскими соглашениями, и создание полноценных вооружённых сил. Уже в мае 1933 года было создано Рейхсминистерство авиации, возглавлявшееся Германом Герингом, которому была поручена организация военно-воздушных сил — люфтваффе.
В начале 1934 года техническое управление (T-Amt) Рейхсминистерства авиации разработало технические требования для современного одноместного истребителя-моноплана, который должен был заменить бипланы Хейнкель He 51 и Арадо Ar 68. Эти характеристики вместе с заказом опытных машин были направлены на ведущие авиаконструкторские фирмы — Heinkel, Focke-Wulf и Arado Flugzeugwerke. Вилли Мессершмитту отказали в контракте на разработку на том основании, что его фирма (Bayerische Flugzeugwerke, (Bf)) не имела опыта в создании скоростных боевых самолётов. В техническом департаменте сложилось мнение, что если Мессершмитт и сможет создать истребитель, то последний не составит конкуренции самолётам более опытных конструкторов Вальтера Ретеля и Эрнста Хейнкеля. Глава секретариата по делам авиации Эрхард Мильх полностью разделял это мнение. Он полагал даже, что в случае успеха Мессершмитта он всё равно откажет «Байерише флюгцойгверке» (Bf) в размещении заказа на производство.
Неприязнь между Вилли Мессершмиттом и Эрхардом Мильхом тянулась ещё с 1929 года и ещё больше обострилась с разрывом Люфтганзой контракта на десять транспортных самолётов, находившихся уже на сборке в Аугсбурге. Мессершмитт считал разрыв контракта незаконным, а БФВ, из-за невозможности вернуть аванс Люфтганзе, была вынуждена объявить о банкротстве. Война между Мессершмиттом и Мильхом обострилась. К моменту воскрешения «Байерише флюгцойгверке» Мильх, которому был обязан сам Гитлер, был назначен шефом секретариата по делам авиации. Так как теперь Мильх часто замещал Геринга, глава секретариата быстро обрёл огромную власть, что позволило ему ограничить работу Мессершмитта и заказы его компании только лицензионным производством.
Не получая заказов от немецкого министерства авиации, Мессершмитт был вынужден обратиться за разрешением о разработке самолётов в интересах иностранных государств. Его соуправляющий Р. Кокотаки сумел заключить контракт с венгерской фирмой «ИКАР» из Будапешта о разработке и продаже лицензий на производства нескольких моделей лёгких самолётов. Это дало повод недоброжелателям обвинить «Байерише флюгцойгверке» в пренебрежении национальными интересами. В результате громкого скандала, разбирательств с гестапо и вмешательства Рудольфа Гесса Технический департамент подключил баварских авиастроителей к разработке нового истребителя.

### Разработка

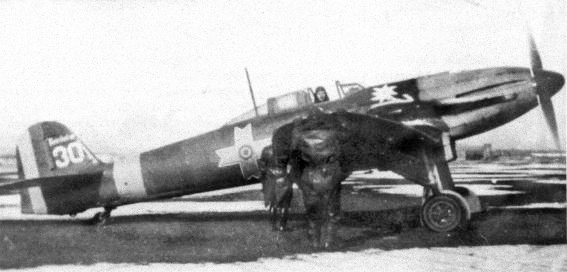
Основным конкурентом Bf 109 на испытаниях был истребитель Эрнста Хейнкеля He.112

После ознакомления с техническим заданием конструкторская группа немедленно приступила к разработке новой боевой машины. Учитывая сложные взаимоотношения с министерством авиации, Мессершмитт расценивал вероятность получения основного заказа как весьма низкую.
Из-за этого было принято решение отойти от точного следования техническому заданию и вести работу в инициативном порядке. Позднее Мессершмитт вспоминал, что при ориентировании на техническое задание получился бы весьма посредственный самолёт.
Разработанный «Байерише флюгцойгверке» самолёт вобрал в себя практически все технические новинки того времени. В работе над проектом использовались наработки фирмы по созданию скоростного спортивного самолёта Messerschmitt Bf 108 Taifun. Новый истребитель представлял собой цельнометаллический моноплан с хорошо проработанной аэродинамикой. Он имел убирающиеся шасси и закрытую кабину. Для обеспечения высокой скорости было разработано специальное крыло небольшого размера с выпускаемыми закрылками. Предполагалось, что самолёт будет оснащаться новым двигателем компании Junkers Jumo 210 мощностью 610 л. с., но работы над планёром продвигались значительно быстрее работ над новым мотором, и на замену ему был выбран британский двигатель Rolls-Royce Kestrel VI мощностью 695 л.с.
Новый истребитель совершил свой первый полёт 28 мая 1935 года. В соответствии с принятой в Германии системой наименования он получил обозначение Bf 109V1. В сентябре 1935 года машину перегнали в Рехлин на полигон люфтваффе для сравнительных испытаний. Авиакомпании «Арадо», «Фокке Вульф» и «Хейнкель» также представили свои прототипы — Ar 80, Fw 159, He 112. Основная борьба развернулась между истребителями «Байерише флюгцойгверке» и «Хейнкеля». Несмотря на то, что скорость первого была на 17 км/ч выше скорости конкурента и он был проще в управлении, специалисты люфтваффе поначалу отдавали предпочтение машине Хейнкеля. Нелестные отзывы о истребителе Мессершмитта дал и знаменитый лётчик-ас Первой мировой войны Эрнст Удет (впоследствии ставший ярым сторонником принятия самолёта на вооружение).
Следующий прототип Bf 109V2, уже оснащённый двигателем Jumo 210A, приступил к испытательным полётам в январе 1936 года. Ещё в двух модификациях Bf 109V3 и Bf 109V4 были учтены требования по усилению вооружения. В истребитель Хейнкеля также были внесены существенные изменения. В марте 1936 года, так и не определившись с выбором, люфтваффе сделало предсерийный заказ на 10 истребителей обоих производителей. В августе того же года Мессершмитт-109 был впервые продемонстрирован широкой публике во время церемонии открытия Летних Олимпийских игр в Берлине. В начале 1937 года, после проведения войсковых испытаний в реальных боевых условиях, Bf 109 был принят на вооружение в качестве основного истребителя люфтваффе.

### Обозначения
Так как проект самолёта Bf 109 был представлен в Рейхсминистерство авиации (RLM) компанией Bayerische Flugzeugwerke, во всех официальных немецких документах в обозначении самолёта использовался префикс «Bf».
Тем не менее, после июля 1938 года, когда компания «Bayerische Flugzeugwerke» в знак признания заслуг Мессершмитта была переименована в «Messerschmitt AG», внутри компании, а также в пропагандистских изданиях люфтваффе стало широко использоваться обозначение «Me 109». Это обозначение, вероятно, ошибочно, наносилось и на заводские таблички изготовителя. Однако официально немецкими вооружёнными силами префикс «Me» никогда не использовался.
В литературе как времён Второй мировой войны, так и в современной используются оба обозначения, и оба обозначения считаются правильными, хотя время от времени по этому поводу возникают споры.

## Серийное производство[13]
Детальной разбивки выпуска самолетов в предвоенные годы нет. К апрелю 1938 года было произведено 542 Bf 109: A — 22, B — 354, C — 27, D — 139.
К 1 января 1939 года всего выпустили 1258 самолетов: A — 22, B — 363, C — 58, D — 647, Е — 168.
К 1 сентября 1939 года общий выпуск составил около 2000 машин: A — 22, B — 363, C — 58, D — 647, Е — около 910
|             | до 1.09.1939 | с 1.09. 1939 | 1940 | 1941 | 1942 | 1943  | 1944  | 1945 | Всего |
| ----------- | ------------ | ------------ | ---- | ---- | ---- | ----- | ----- | ---- | ----- |
| Истребитель | 2000         | 449          | 1667 | 2764 | 2657 | 6013* | 12807 | 2798 | 31155 |
| Разведчик   |              |              | 26   |      | 8    | 141   | 979   | 171  | 1325  |
| Всего       | 2000         | 449          | 1693 | 2764 | 2665 | 6154  | 13786 | 2969 | 32480 |

* по другим данным — 6106
В Венгрии по лицензии было выпущено 537 самолетов, из которых 310 получила Германия (включены в общую статистику) и 227 — ВВС Венгрии.
В 1944 году лицензионное производство было начато в Румынии. Всего собрали 46 истребителей, в строй были введены только в начале 1945 года и в боевых действиях не участвовали.

## Серийные модификации

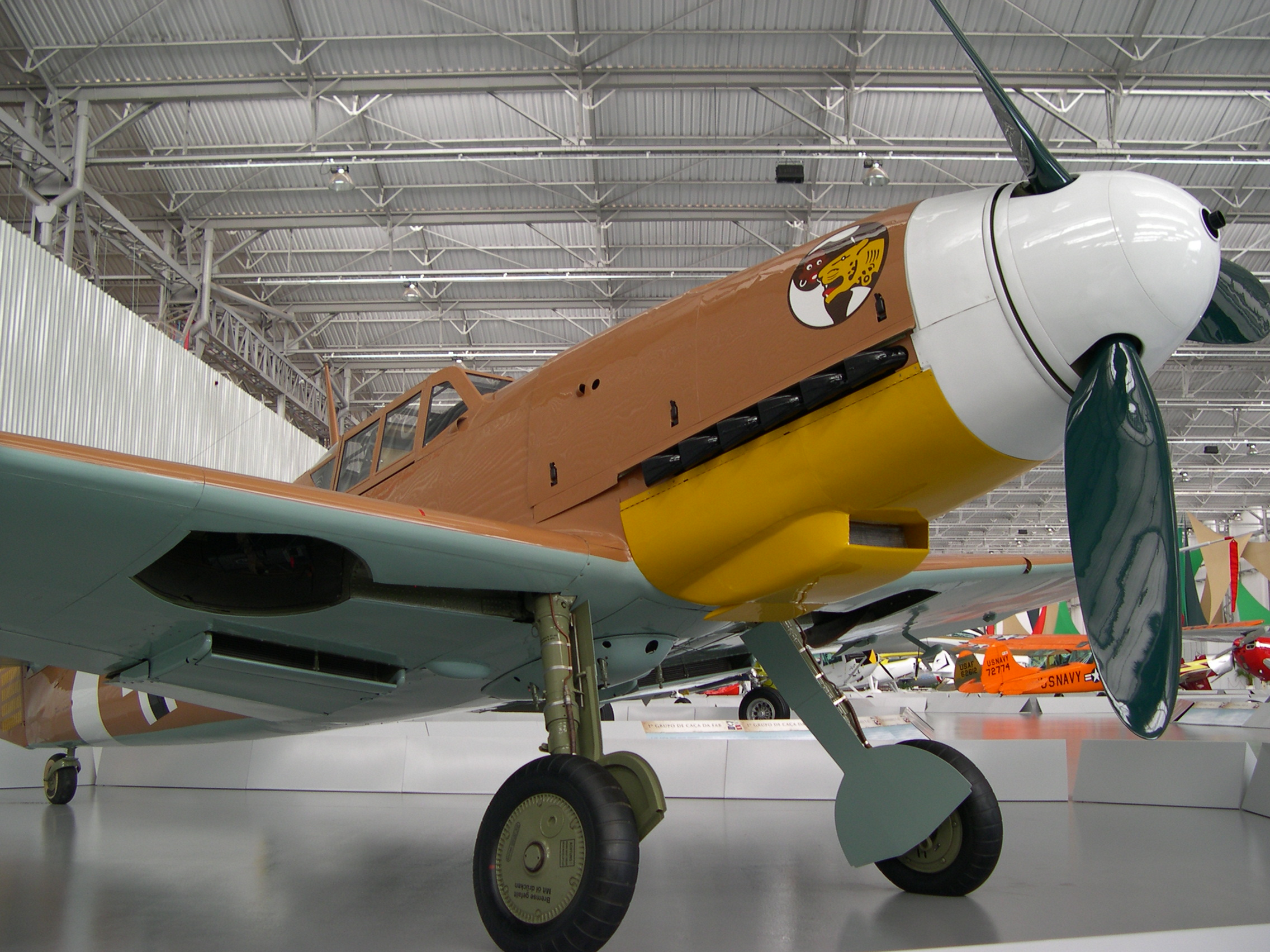
Мессершмитт Bf 109 G-2 в музее «Dream of the Wings» в Сан-Карлусе, Бразилия

### Bf 109B
Первый промышленный вариант получил наименование Bf 109B или «Бруно» (Bruno, в некоторых источниках известен как Bertha). Самолёт был оснащён двигателем Jumo 210Da мощностью 720 л. с. при 2700 об/мин с двухлопастным деревянным винтом фиксированного шага. Вооружение было ограничено только двумя пулемётами калибра 7,92 мм под капотом двигателя. Производство этой модификации началось в феврале 1937 года на заводе в Аугсбурге. В ходе серийного производства варианта В-1 были произведены некоторые доработки — тройная радиоантенна была заменена одним проводом, добавлены воздухозаборники для охлаждения пулемётов, а также увеличена длина фонаря кабины. Почти вся партия в 30 шт. была отправлена в легион «Кондор» в Испанию.
После выпуска 30 штук серии В-1 было отдано указание перевести производство в Аугсбурге на серию В-2, которая отличалась только винтом изменяемого шага — металлическим VDM, выпускавшимся по лицензии. Ввиду крупных заказов со стороны Люфтваффе производство новой серии в Аугсбурге, начавшееся с лета 1937 года, было дополнено с декабря 1937 года выпуском по лицензии и на заводе фирмы Физилер в Касселе.

### Bf 109C

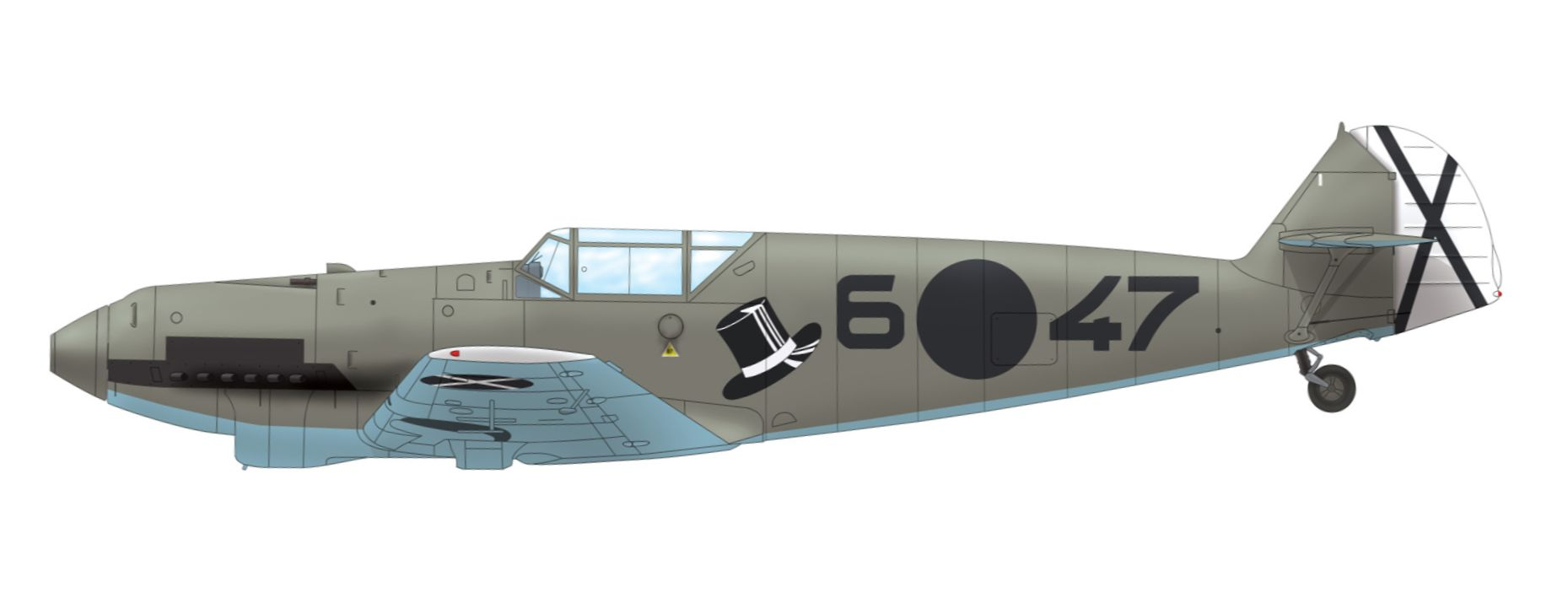
Messerschmitt Bf 109C-1, 6-47, 1.J/88 Легион Кондор, Испания, весна 1938

Весной 1938 года с конвейера сходит следующая массовая модификация самолёта, известная как Bf 109C «Цезарь» (Caesar, в других источниках — Clara). Он имел ряд конструктивных усовершенствований по сравнению с Bf 109B и оснащался более мощным двигателем Jumo 210A с системой непосредственного впрыска топлива. Истребитель имел на вооружении четыре пулемёта MG 17 калибра 7,92 мм: два из них располагались над двигателем (500 патронов на ствол), и по одному — у основания консолей крыла (420 патронов на ствол). Bf 109B и Bf 109C были примерно равны И-16 (тип 5) и уступали И-16 (тип 10)]][./Messerschmitt_Bf.109#cite_note-_6822f0dce5cc2ea0-15 [14]].

### Bf 109D
За «Цезарем» последовала «Дора» (Dora), это имя принадлежит Bf 109D. Его предполагалось оснащать двигателем Daimler Benz 600 мощностью 960 л. с. Но из-за дефицита двигателей, которые также шли на He 111, на «Дору» устанавливались Jumo 210D. Вооружение осталось такое же, как и на Bf 109C — 4 пулемёта калибра 7,92 мм. У незначительного количества вооружение состояло только из двух пулемётов.

Мессершмитт Bf 109E-3

### Bf 109E
Следующей модификацией стал «Эмиль» (Emil) — Bf 109E. Это была, по сути, первая по-настоящему массовая модель самолёта. Истребитель был оснащён новым двигателем Daimler-Benz DB 601 с системой непосредственного впрыска топлива и гидромуфтой в приводе нагнетателя. Но самым главным было то, что этот двигатель оказался намного надёжнее своего предшественника. На «Эмилях» устанавливался трёхлопастный винт VDM изменяемого шага. Самолёт получил приёмо-передающую радиостанцию FuG 7, германский истребитель не имел никакой защиты пилота, а его бензобак оставался непротектированным, что, несомненно, снижало живучесть машины. Первые машины новой модификации поступили в войска в начале 1939 года. В основном «Эмили» были вооружены двумя 7,92-мм пулемётами, смонтированными в корпусе, и двумя 7,92-мм пулемётами, расположенными в консолях крыла. В конце 1939 года начали производить Е-3. Первоначально Е-3 получили мотор-пушку, но проблемы с перегревом заставляли её снимать в частях сразу после получения. На поздних Е-3 крыльевые пулемёты заменяли на пушки MG FF с боекомплектом 20 снарядов на ствол. Для установки пушек пришлось устанавливать обтекатели. С лета 1940 года Е-4 получили 20-мм пушки в консоли крыла MG FF (нем. FF = «Flügel Fest» — здесь рус. вмонтированный в консоль крыла — 20 снарядов на ствол, с 1941-го года MG FF/M, нем. М = Minenmunition — рус. фугасные патроны со 60 снарядами на ствол), пушки размещались в выштамповках с нижней стороны крыла. Начиная с серии Е7, оснащённой двигателями DB601N (осень 1940), на самолёте появляется переднее бронестекло кабины пилота толщиной 58 мм, установленное под углом 30 градусов от вертикали, и расположенная за баком 6-мм стальная бронеплита, перекрывающая всё сечение фюзеляжа.

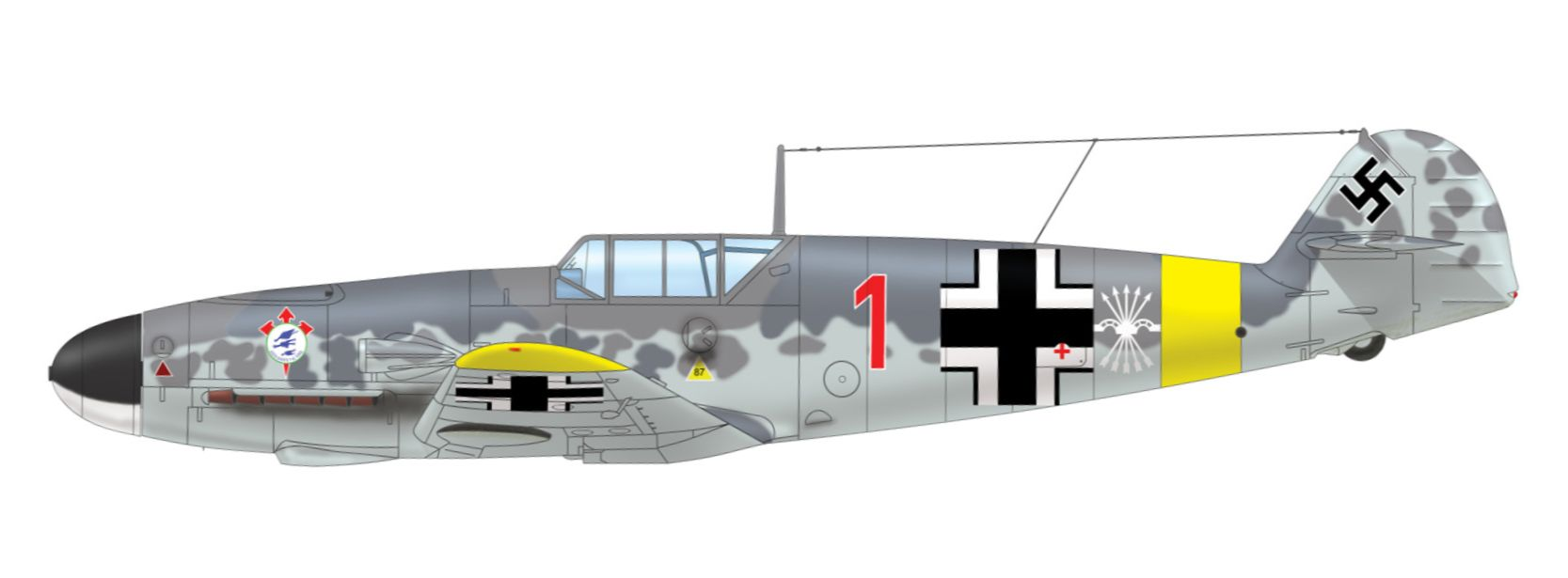
Messerschmitt Bf 109F-2, Escuadrilla Azul, 15.(span.)/Jagdgeschwader 51, зима 1942/1943

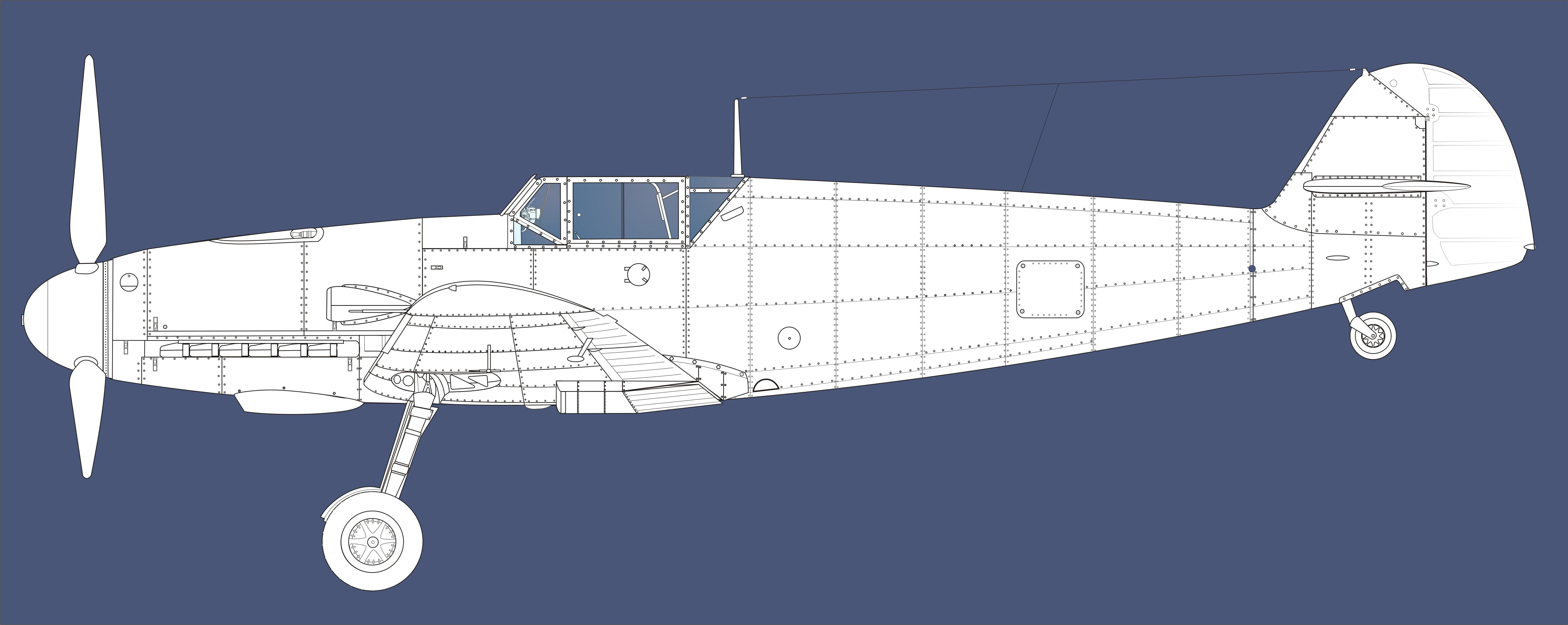
Мессершмитт Bf 109 F-4

### Bf 109F
Битва за Британию показала, что «Эмиль» вполне способен на равных бороться с новейшим английским истребителем Spitfire Mk.I, но появление новых модификаций Спитфайра практически свело на нет это преимущество. На смену «Эмилю» пришёл «Фридрих» (другие источники называют эту модификацию «Фриц») — Bf 109F «Фридрих» начал поступать в боевые части весной 1941 года, и к середине года 2/3 истребительных частей люфтваффе были вооружены именно этой машиной.

### Bf 109G
Следующая модификация, Bf 109G (Gustav, «Густав»), ставшая самой массовой моделью Bf 109, имела новый двигатель Daimler-Benz DB 605. Это был, по сути, двигатель DB 601 с блоком цилиндров, переработанным таким образом, что общий объём цилиндров возрос с 33,9 до 35,7 литра, что дало увеличение мощности на 175 лошадиных сил без заметного увеличения размеров. Новые самолёты стали поступать в войска в мае 1942 года.
К тому времени, как полагали, проект Bf 109 исчерпал запасы совершенствования. Ему на замену предполагали Fw.190 и опытные разработки под новые двигатели, если успех их освоения в производстве позволит.

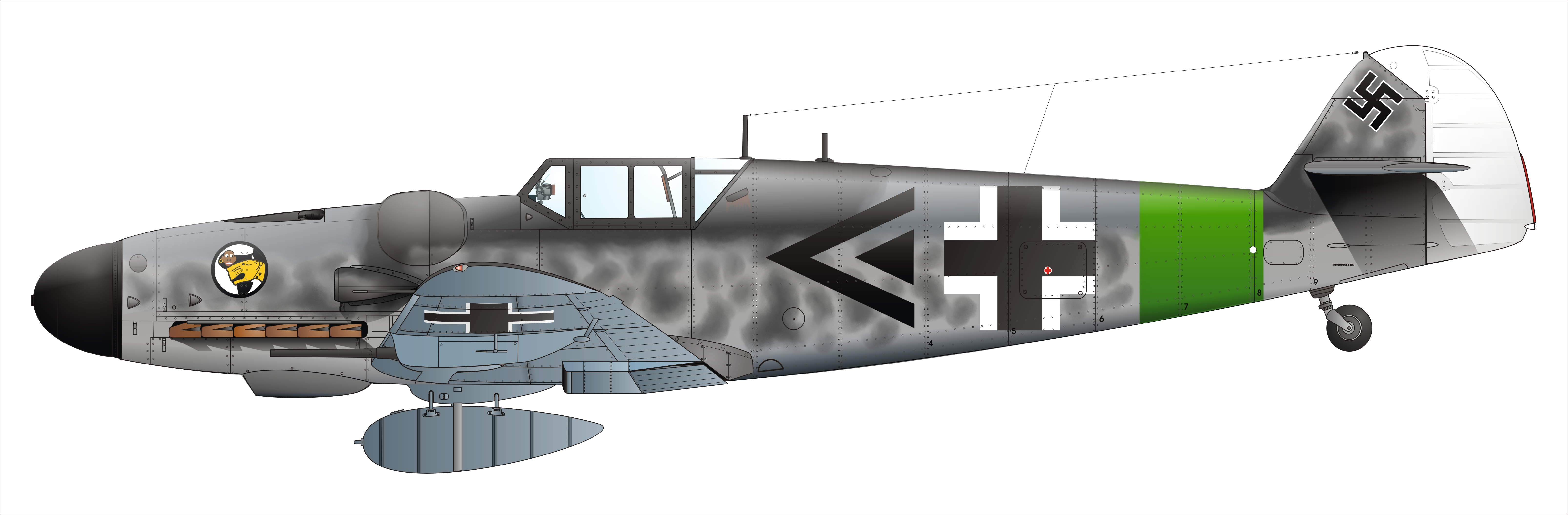
Мессершмитт Bf 109G

Bf 109G-6 — самая массовая модель Bf 109. Запущена в производство в феврале 1943 года. В этой версии 7,92-мм пулемёты MG-17 были заменены на 13-мм пулемёты MG-131. Это привело к появлению двух больших блистеров по бокам капота (там располагались казённые части пулемётов) и снижению скорости на 9 км/ч. Изначально создавалась как универсальный носитель, позволявший в полевых условиях быстро менять оснащение самолёта в зависимости от обстановки и боевых задач. Бронеспинка за креслом пилота имела прозрачный заголовник из бронестекла, заметно улучшавший обзор. 
Всего было построено около 12 000 самолётов G-6 (точное число назвать сложно, так как числа в заводских документах не совпадают с записями имперского министерства авиации). Также существовал вариант G-5 — единственным его отличием от G-6 было наличие герметичной кабины. Всего с мая 1943 года по август 1944 года было построено 475 самолётов G-5.
Для высотных полётов был создан вариант G-5/AS с двигателем DB 605AS. Двигатель DB 605AS, работавший на бензине с октановым числом 96 вместо 87-го, развивал на форсаже мощность более 2000 л. с. на высоте 500 м и 1800 л. с. на высоте 5000 м. Всего было изготовлено около 700 машин модели /AS. Самолёты G-5 и G-6 с системой высотного форсажа GM-1 получили постфикс «/U2» (внешне их можно легко отличить по изменённому (с оптимальной аэродинамической формой) капоту двигателя). Кроме того, 6-я модель оснащалась системой форсирования двигателя MW 50.
Кроме указанных изменений, на 6-й модели (серия /U4) в начале 1944 года впервые появилась центральная пушка калибром 30-мм (MK-108). Пушка комплектовалась лентой на 60 выстрелов с фугасным снарядом (Minengeschoß). Одного снаряда массой 330 г (масса разрывного заряда 85 г) было достаточно для уничтожения одномоторного цельнометаллического истребителя. На сбитие двухмоторного бомбардировщика уходило не более 4—5 снарядов.
Кроме того, в 1943 году на G-6 часто устанавливали подвеску для бомб или ракет, подвесной топливный бак, гондолы с дополнительными пулемётами. Кроме того, самолёт использовали в качестве ночного истребителя.
Существовали следующие варианты G-5 и G-6:
- G-5 (истребитель с герметической кабиной)
  - G-5/U2 (высотный истребитель с форсажем GM-1)
  - G-5/U2/R2 (высотный истребитель-разведчик с форсажем GM-1)
  - G-5/AS (высотный истребитель с двигателем DB 605AS)
  - G-5y (командирский истребитель)
- G-6 (лёгкий истребитель)
  - G-6/R2 (истребитель-разведчик с MW 50)
  - G-6/R3 (истребитель-разведчик большой дальности — с двумя подвесными подкрыльными баками по 300 л)
  - G-6/trop (истребитель для использования в тропиках)
  - G-6/U2 (с GM-1)
  - G-6/U3 (истребитель-разведчик)
  - G-6/U4 (G-6 с 30-мм пушкой MK 108)
  - G-6y (командирский истребитель)
  - G-6/AS (высотный истребитель с двигателем DB 605AS)
  - G-6/ASy (высотный командирский истребитель)
  - G-6N (ночной истребитель, обычно с Rüstsatz VI (две подкрыльные пушки MG 151) и, иногда, с радаром)
  - G-6/U4 N (G-6N c 30-мм центральной пушкой MK 108)

Одним из улучшений наступательного оружия Bf 109G в 1943 году стало установка ракет Werfer-Granate 21 — по одной пусковой трубе под каждой панелью крыла. Ракеты с массивной (40,8 кг) боеголовкой стабилизировались в полёте вращением. Прицеливание выполнялось с помощью стандартного зеркального прицела Revi. В аварийной ситуации трубы могли быть сброшены с помощью небольшого заряда ВВ. Это оружие задумывалось как оружие, способное поразить цель, находясь вне зоны досягаемости защитных средств противника. Ракетная установка, имевшая дальность стрельбы в 1200 метров (за пределами эффективной дальности стрельбы защитных бортовых пулемётов и пушек союзников), применялась против строя союзных бомбардировщиков. Ракеты Wfr. Gr. 21, устанавливаемые на G-5, G-6 и G-14 неофициально получили название BR 21 (Bordrakete 21 cm). В версии G-10 этот комплекс вооружения получил обозначение Rüstsatz VII.
На протяжении 1943 года постепенно появлялось множество улучшений. Так, для улучшения обзора пилота был разработан прозрачный подголовник из бронестекла (Galland Panzer). Замена непрозрачной бронеплиты на новый прозрачный подголовник была начата осенью 1943 года. К концу года также появился фонарь улучшенной обзорности Erla Haube — названный в честь субподрядчика Erla Maschinenwerk, который занимался как производством новых моделей, так и модернизацией старых версий самолёта. В послевоенных западных авиационных книгах и журналах этот фонарь ошибочно называли Galland Panzer. Со временем на Bf 109G все устаревшие двухсекционные фонари с массивным каркасом были заменены на фонари Erla Haube. Новый фонарь отличался от старого большей прозрачной поверхностью, сварная рама была уменьшена до минимума, также была убрана задняя неподвижная часть — теперь вся задняя часть откидывалась на петлях вправо.
Bf 109 G-5, G-6, G-14 с двигателем AS, G-10 и K-4 получили доработанный капот двигателя. Наплывы, закрывавшие гильзоотводы пулемётов MG 131, сделали обтекаемыми, их удлинили и увеличили (теперь они накрывали не только оружие, но и раму крепления двигателя). Изначально на опытных вариантах капот был симметричным. Позже для установки больших по размерам нагнетателей пришлось изменять верхнюю часть рамы крепления двигателя и, в результате, окончательно форма нового капота стала несимметричной — капот увеличен с левой стороны (там, где установлен нагнетатель). Кроме того, были разработаны специальные обтекаемые панели, закреплявшиеся спереди фюзеляжа. Существовало несколько видов таких панелей. В отличие от предыдущих обтекателей, новые панели из-за эффективной аэродинамической формы были едва заметны в профиль.
Некоторые варианты G-6, а также поздние версии Bf 109G, имели более высокое деревянное хвостовое оперение и изменённый руль направления, который давал большую устойчивость на высоких скоростях. Элероны нескольких производственных партий были снабжены серворулями, что снижало управляющее воздействие на больших скоростях. Кроме того, для наведения самолётов с земли (радионавигация Y-Verfahren) на самолёты устанавливали радиостанции FuG 16ZY.
В начале 1944 года Bf 109 G-6 получил новые двигатели: с большими нагнетателями для улучшения лётных характеристик на больших высотах (DB 605AS), с водяными инжекторами для улучшения характеристик на средних и низких высотах (DB 605AM), как с нагнетателем, так и с инжектором (DB 605ASM). Максимальная скорость G-5/G-6 у земли была 530 км/ч, и 640 км/ч на расчётной высоте 6600 м.

### Bf 109G-14
Данная модификация являлась логическим продолжением серии Bf 109G-6, но с попыткой стандартизации всех внесённых в G-6 изменений. Истребители Bf 109G-14 должны были получить последние изменения, которые были введены во время производства Bf 109G-6. Все компоненты самолёта, выпускавшиеся разными заводами, собирались унифицировать в целях оптимизации производственного процесса, эксплуатации и боевого применения. Bf 109G-14 получил новый двигатель DB 605AM вместо DB 605A. Также для новых истребителей стала штатной система впрыска водо-метанола MW 50.
На Bf 109 G-14 ранних партий часто устанавливали двигатели DB 605A, что делает их практически идентичными поздним версиям Bf 109G-6.
Последние Bf 109G-6, выпущенные в июле 1944 года, получили новые моторы DB 605AM, то есть, по сути, уже представляли собой машины G-14. С другой стороны, из-за проблем на фирме Daimler-Benz, а также неразберихи на железной дороге, первые G-14 оснащались моторами DB 605A. Это привело к определённой путанице в классификации истребителей.
Высотная версия истребителя оснащалась двигателем DB 605AS, что отражено в наименовании модификации — G-14/AS.
Всего по данным имперского министерства авиации было выпущено более 5500 самолётов этой модификации.

### Bf 109G-10

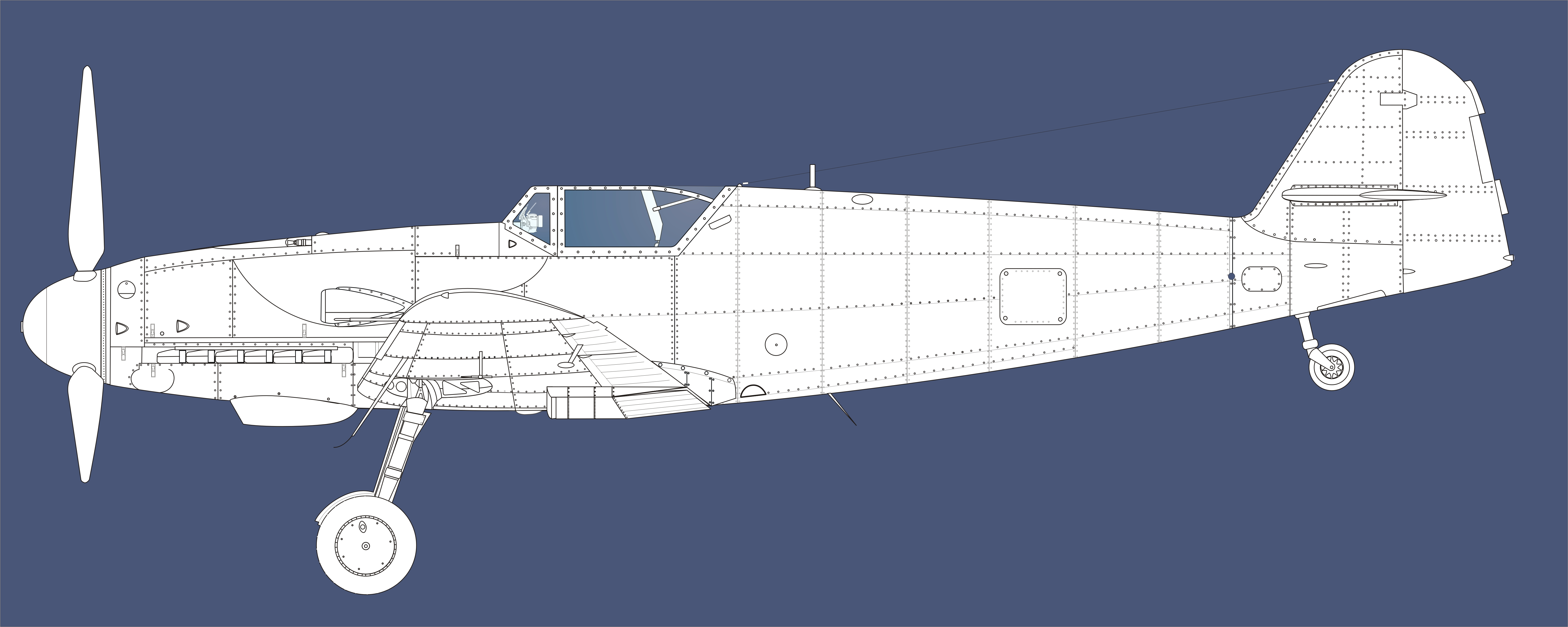
Эскиз Bf 109G-10

Модификация Bf 109G-10 упоминается как «самолёт-бастард завода Erla» в книге «Варианты самолётов Люфтваффе». Bf 109G-10 собирался на основе планёра Bf 109G с внесением незначительных изменений. Вопреки расхожему мнению, это была полноценная серия самолётов, сошедших с конвейера, а не переделки предыдущих модификаций.
Машина оснащалась новым двигателем DB 605 D-2, созданным для поддержания темпов производства при минимальных изменениях на сборочных линиях. Это была вынужденная мера в связи с задержкой поточного производства Bf 109K. Примечательным является то, что Bf 109G-10 пошёл в серию позже Bf 109G-14, хотя нумерация моделей предполагает обратное.
Bf 109G-10 оказался самым скоростным истребителем серии G. При стандартной полётной массе 3100 кг он развивал скорость у земли 550 км/ч и 690 км/ч на высоте 7400 м.

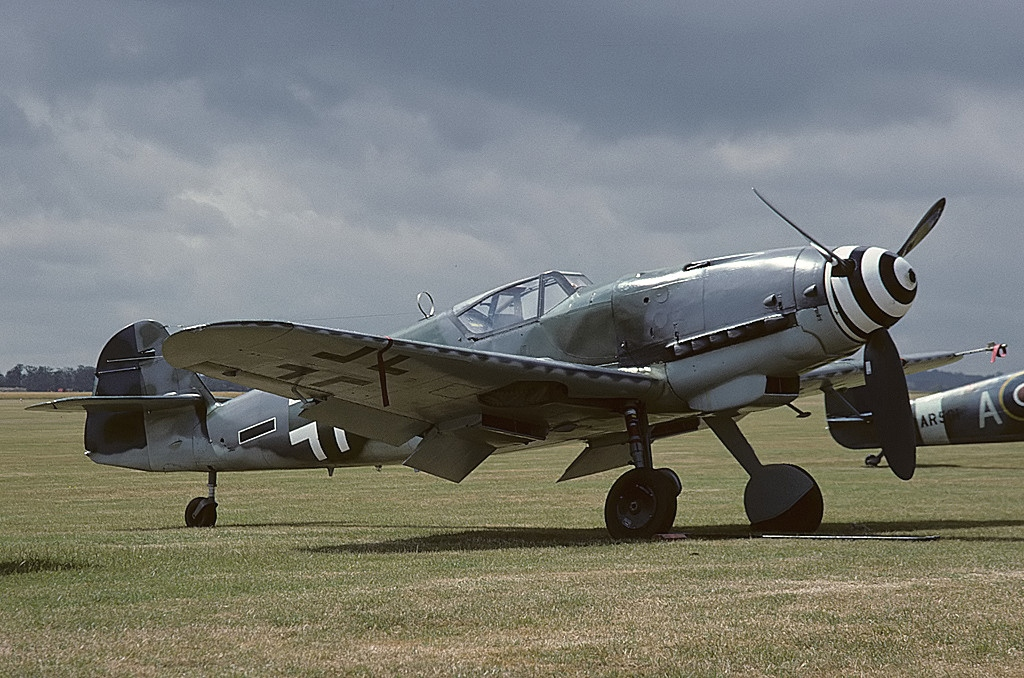
Bf 109G-10 в Национальном музее ВВС США

В отличие от базовой модели на субмодификации G-10/U4 устанавливалась мотор-пушка МК-108. Вновь пошли в дело полевые доработанные комплекты: Bf 109G-10/R1 получил подфюзеляжный держатель ЕТС-500 для одной 250-кг бомбы или четырёх 50-кг бомб на переходной балке ER-4, переключатель выбора варианта вооружения, а также 5-мм бронеплиту под маслобаком. Bf 109G-10/R2 с двигателем DB 605DB был разведчиком без пулемётов MG 131 с фотоаппаратом Rb 50/30 или Rb 75/30. Bf 109G-10/R4 дополнительно вооружался парой 30-мм пушек МК 108 в подкрыльевых гондолах. Bf 109G-10/R6 отличался от последнего применением 20-мм пушек MG 151 вместо МК-108. На машинах субмодификации Bf 109G-10/R7 под крылом могли подвешиваться две пусковые установки Wfr.Gr.21 для 210-мм неуправляемых реактивных снарядов, а комплект R8 означал возможность установки фотокинопулемёта BSK 16 в левой консоли.
С октября 1944 года до конца войны было выпущено около 2600 G-10.

### Bf 109K
Последней серийной модификацией стал «Курфюрст» (Kurfürst) — Bf 109K, поставки которого в войска начались в сентябре 1944 года (по другим данным — в 1945 году). Истребитель был оснащён двигателем Daimler Benz 605 SDM/DCM и имел усиленное вооружение: на некоторые варианты устанавливалось до двух 30-мм или трёх 20-мм пушек. Согласно статье в журнале «Крылья Родины», один из опытных предсерийных образцов Bf 109K проходил войсковые испытания на советско-германском фронте ещё осенью 1943 года.

### Bf 109T Trägerflugzeug (палубный)
Палубный Bf 109T строились для базирования на германском авианосце «Граф Цеппелин». Модель была разработана на базе B-7 и среди пилотов получила прозвища «Теодор» или «Тони». 109T отличался от сухопутных модификаций усиленной конструкцией фюзеляжа и шасси, наличием посадочного крюка и узлов крепления катапульты, полностью переработанным крылом (увеличены размах и площадь, добавлен узел складывания, установлены отклоняемые пластины, выполнявшие функция воздушных тормозов и интерцепторов). 
 В связи со сворачиванием немецкой авианосной программы в начале 1941 года истребители стали использоваться с береговых аэродромов с короткими взлётно-посадочными полосами (эскадрилии JG Drontheim, JG Helgoland). Последние самолёты были списаны в декабре 1944 года из-за их физической изношенности. 
Истребители Bf 109T выпускались в следующих вариантах:
T-0 — опытная серия из 10 машин, конверсированная из самолётов серии E-1 (по другим данным, E-3 или E-7);
T-1 — серия из 70 машин специальной постройки с двигателем Daimler Benz 601N;
T-2 — самолёты серии T-1 с демонтированным оборудованием для полётов с палубы, но с сохранённым крылом.
- Тропическая модификация. Для ведения боёв в Северной Африке использовались самолёты с характерным фильтром воздухозаборника. Фактически это были серийные Bf 109 с припиской /Trop.

### Несерийные модификации
- Bf 109A — судьба модификации Bf 109А и поныне остаётся неясной — то ли её вообще не было, то ли эту букву (в написании «а») использовали применительно к первым трём опытным машинам ещё до введения практики присвоения V-нoмеров опытным и головным предсерийным образцам, то ли «серия А» всё же была выпущена в количестве 20 самолётов[25].
- Bf 109H — опытный высотный истребитель. Проект запущен в 1943 году. Несколько экземпляров Bf 109H-1 были переданы на войсковые испытания частям люфтваффе под Парижем. Испытания выявили, что на высоких скоростях при пикировании у самолёта начинался флаттер крыла. Доводку самолёта прекратили в связи с запуском в серию Tа 152H.
- Bf 109X — летающая лаборатория для испытаний двигателя BMW-801, разработанного для улучшения тактико-технических характеристик самолётов-истребителей. Отличался крылом уменьшенного до 9,33 м размаха с законцовками по типу Bf 109E. Первый полёт в сентябре 1940 года совершил Герман Вурстер. В процессе испытаний опытный самолёт не показал каких-либо преимуществ перед серийными машинами, поэтому было принято решение оставить существующие производственные линии истребителей без изменений[26].
- Bf 109Z (Z — Zwilling/Близнецы) — тяжёлый дальний истребитель, штурмовик и скоростной бомбардировщик. Был собран из двух фюзеляжей Bf 109, соединённых друг с другом новой центральной секцией крыла и новым, единым, хвостовым стабилизатором. Пилот находился в кабине левого фюзеляжа, а вместо кабины правого фюзеляжа был установлен специальный обтекатель. Самолёт планировалось серийно изготавливать в трёх (не считая самолётов «информационной партии»/войсковой серии Bf 109Z-1) целевых вариантах: Bf 109Z-2 (истребитель), Bf 109Z-3 (штурмовик) и Bf 109Z-4 (бомбардировщик). Но единственный реально построенный опытный экземпляр "Цвиллинга" был уничтожен в результате авианалёта союзников.
- Bf 109W — гидросамолёт-истребитель 1939 г.

### Прочие модификации
- Bf 109R. Такое обозначение получил имеющий мало общего с Bf 109 самолёт Me 209 при регистрации рекорда скорости (755,138 км/ч, установлен 26 апреля 1939 года) в ФАИ.[источник не указан 578 дней] Переименование было сделано для того, чтобы создать впечатление об установке достижения на серийном истребителе. Сам же самолёт Me.209 (первый с таким названием) хоть первоначально и замышлялся как сверхскоростной истребитель, но реально разрабатывался и строился как сугубо рекордный гоночный самолёт — полукустарная попытка вернуть ему первоначально задуманный статус боевой машины не удалась из-за низкой манёвренности Me.209, плохого обзора из его кабины и ряда серьёзных технических проблем (в первую очередь с охлаждением и ресурсом силовой установки).

## Технические характеристики
Ниже приведены лётно-технические характеристики различных модификаций истребителя Bf 109:
| Характеристики                             | Bf 109B-2                                                                                                  | Bf 109C-1 | Bf 109D-1 | Bf 109E-1 | Bf 109F-2 | Bf 109F-4 | Bf 109G-6 | Bf 109 G-14 | Bf 109K-4 |
| ------------------------------------------ | --- | --- | --- | --- | --- | --- | --- | --- | --- |
| Длина                                      | 8,55 | 8,55 | 8,55 | 8,64 | 8,64 | 8,94 | 9,02 | 9,02 | 9,02 |
| Размах крыла, м                            | 9,85 | 9,85 | 9,85 | 9,85 | 11,08 | 9,92 | 9,92 | 9,92 | 9,97 |
| Нормальная взлётная масса, кг              | 2150 | 2300 | 2400 | 2510 | 3100 | 3150 | 3196 | 2970 | 3375 |
| Двигатель                                  | Junkers Jumo 210 Da V-образный, 12-цилиндровый, водяного охлаждения, мощность — 720 л. с.                  | Junkers Jumo 210 Ga V-образный, 12-цилиндровый, водяного охлаждения, с непосредственным впрыском топлива, мощность — 700 л. с.  | Junkers Jumo 210 Da V-образный, 12-цилиндровый, водяного охлаждения, мощность — 720 л. с.                                                                                   | Daimler-Benz DB 601 A V-образный, 12-цилиндровый, водяного охлаждения, с непосредственным впрыском топлива, мощность — 1000 л.с           | Daimler Benz DB 601 N V-образный, 12-цилиндровый, водяного охлаждения, с непосредственным впрыском топлива, мощность — 1200 л. с.                                  | Daimler Benz DB 601 Е V-образный, 12-цилиндровый, водяного охлаждения, с непосредственным впрыском топлива, мощность — 1300 л.с | Daimler Benz DB 605 A V-образный, 12-цилиндровый, водяного охлаждения, с непосредственным впрыском топлива, мощность — 1475 л.с | Daimler Benz DB 605 AM V-образный, 12-цилиндровый, водяного охлаждения, с непосредственным впрыском топлива. В форсированной модификации U5 имел систему впрыска водо-метаноловой смеси WM-50. мощность — 1457/1800 л.с                  | Daimler Benz DB 605 ASCM V-образный, 12-цилиндровый, водяного охлаждения, с непосредственным впрыском топлива, мощность — 2000 л.с                                                          |
| Вооружение                                 | 2×7,92-мм пулемёта MG 17, 2 пулемёта, установленных сверху двигателя боевой запас — 500 патронов на ствол. | 4×7,92-мм пулемёта MG 17: 2 — над двигателем (500 патронов на ствол), 2 — вмонтированы в консоли крыла (420 патронов на ствол). | 4×7,92-мм пулемёта MG 17: 2 — установлены сверху двигателя (боевой запас — 500 патронов на ствол), 2 — вмонтированы в консоли крыла (боевой запас — 420 патронов на ствол). | 4×7,92-мм пулемёта MG 17, установленных в корпусе и консолях крыла. Вариант истребителя—бомбардировщика был способен нести до 250 кг бомб | 2×7,92-мм пулемёта MG 17, установленных сверху двигателя (боевой запас — 500 патронов на ствол), 1×15-мм пулемёт MG 151, стреляющий через вал винта (60 патронов). | 2×7,92-мм пулемёта MG 17, установленных сверху двигателя (боевой запас — 500 патронов на ствол), 1×20-мм пушка MG 151/20, стреляющая через вал винта (200 снарядов). Вариант истребителя—бомбардировщика был способен нести до 250 кг бомб. | 2×13-мм пулемёта MG 131, установленных сверху двигателя (боевой запас — 300 патронов на ствол), 1×30-мм пушка MK 108 (боевой запас — 60 снарядов) или 1×20-мм пушка MG 151/20 (боевой запас — 200 снарядов), стреляющие через вал винта. Вариант истребителя—бомбардировщика был способен нести одну 250-кг бомбу. | 2×13-мм пулемёта MG 131, установленных сверху двигателя (боевой запас — 300 патронов на ствол), 1×30-мм пушка MK 108 (боевой запас — 60 снарядов) или 1×20-мм пушка MG 151/20 (боевой запас — 200 снарядов), стреляющие через вал винта. | 2×13-мм пулемёта MG 131, установленных сверху двигателя (боевой запас — 500 патронов на ствол), 1×30-мм пушка MK 108/103, стреляющая через вал винта (боевой запас — 60 снарядов на ствол). |
| Максимальная скорость у земли, км/ч        | 410 | 420 | 464 | 464 | 520 | 537 | 540 | 505 | 515 |
| Максимальная скорость, км/ч (на высоте, м) | 465 (4000)                                                                                                 | 470 (4000) | 499 (4000) | 485 (1000) 510 (4000) 532 (6000) | 600 | 605 (4000) 630 (6000) | 580 (1000) 631 (4000) 621 (6000) | 652 (5000) | 631 (4000) 670 (6000) |
| Максимальная высота, м                     | 8200 | 8400 | 8100 | 10 450 | 10 500 | 12 000 | 11 550 | 11120 | 12 000 |

## Боевое применение

### Гражданская война в Испании

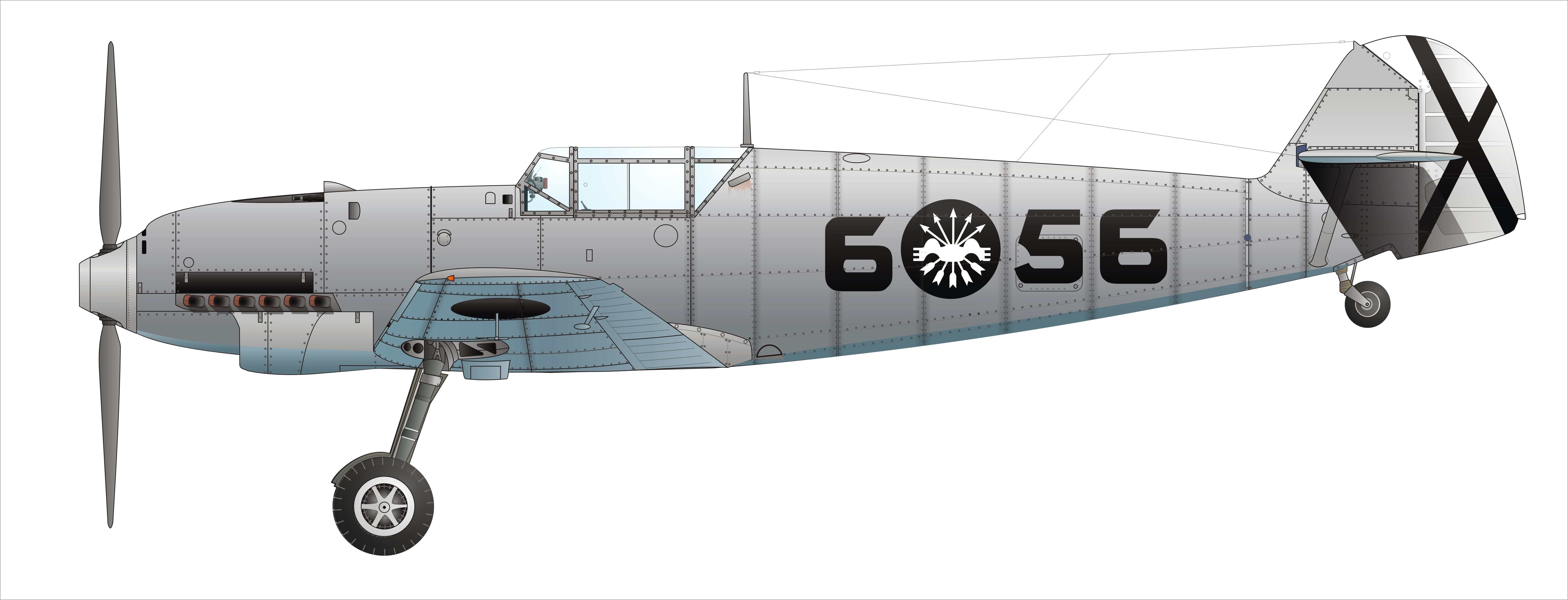
Мессершмитт Bf 109C, использовавшийся в Испании Легионом «Кондор»

Боевое крещение нового самолёта произошло в небе Испании. После начала Гражданской войны в Испании Германия направила туда группу военных лётчиков, которая была известна как Легион «Кондор», и воевала на стороне франкистского режима. На вооружении этого подразделения в то время стояли истребители-бипланы He 51. Практически сразу стало очевидно, что советские истребители И-16 имеют явное преимущество над «хейнкелями» и не оставляют им практически никаких шансов. Тогда было решено направить в Испанию для войсковых испытаний новейшие немецкие истребители Bf 109 и He 112. Первоначально в составе Легиона «Кондор» имелось два «мессершмитта» и один «хейнкель». Неудачная эксплуатация и недостаточная живучесть последнего в боевых условиях окончательно предопределили выбор Bf 109 в качестве основного истребителя люфтваффе. Вскоре в Испании находилось уже четыре различных прототипа «сто девятого». 8 декабря 1936 года, пилотируя один из них, И. Траутлофт одержал первую воздушную победу Bf 109.
Серийные Bf 109B поступали на вооружение в 1-ю и 2-ю эскадрильи 88-й истребительной авиагруппы (J/88). Как и предполагалось, «Мессершмитты» намного превосходили советские истребители И-15 и И-16. Немецкие самолёты были быстрее в горизонтальном полёте, имели бо́льший боевой потолок и были заметно быстрее в пикировании. Однако И-16 превосходили своих противников в манёвренности, особенно на высотах ниже 3000 метров. За весь период гражданской войны в Испании было поставлено 130 истребителей (не считая разбившегося V4), из них потеряно 40 машин. По данным пилотов Легиона «Кондор», ими было одержано 314 побед, основная масса которых была одержана на «сто девятых мессершмиттах».
| Модель         | Количество | Бортовой номер | Дата прибытия |
| Bf 109V3       | 1          | 6-1            | конец 1936    |
| Bf 109V4       | 1          | 6-2*           | конец 1936    |
| Bf 109V5 (В-0) | 1          | 6-3            | конец 1936    |
| Bf 109V6 (В-0) | 1          | 6-4            | конец 1936    |
| Bf 109В-1      | 14         | 6-5 — 6-18     | весна 1937    |
| Bf 109В-2      | 27         | 6-19 — 6-45    | лето 1937     |
| Bf 109С-1      | 5          | 6-46 — 6-50    | начало 1938   |
| Bf 109D-1      | 36         | 6-51 — 6-86    | 8.1938        |
| Bf 109Е-1      | 45         | 6-87 — 6-131   | начало 1939   |
| Всего          | 131        |                |               |

 *разбит 10 декабря 1936 года
Республиканская авиация за весь период конфликта от всех боевых и не боевых причин потеряла 434 самолёта, в основном И-15. Только лётчики-истребители противника претендовали на уничтожение 115 СБ, 508 И-15, 584 И-16. Таким образом личные счета немецких лётчиков завышены приблизительно в три раза.
Один из истребителей Bf 109, подбитый в воздушном бою А. И. Гусевым и совершивший вынужденную посадку в расположении республиканских войск, был подарен СССР правительством Испанской республики.
После окончания войны все оставшиеся в строю самолеты были переданы националистам.

### Захват Польши
С началом Второй мировой войны во время операции по захвату Польши только 5 из 24 авиагрупп, вооружённых Bf 109, приняли участие в боевых действиях на территории этой страны. Остальные части оставались на территории Германии, чтобы в случае вступления в войну Великобритании и Франции оказать им сопротивление. В боях против Польши применялись модификации Bf 109С, Bf 109D и Bf 109Е. Основным их соперником стал PZL P.11 — самый современный польский истребитель на тот момент. Имея скорость 389 км/час, он не был серьёзным соперником даже для ранних моделей «мессершмитта». Спустя всего несколько дней польские ВВС практически перестали существовать, и истребители были задействованы для штурмовых ударов по наземным целям. Через две недели люфтваффе вывело из Польши две авиагруппы и перевело их к западным границам. В ходе скоротечной кампании было потеряно 67 Bf 109, в основном — от зенитного огня.

### Блицкриг в Северной и Западной Европе

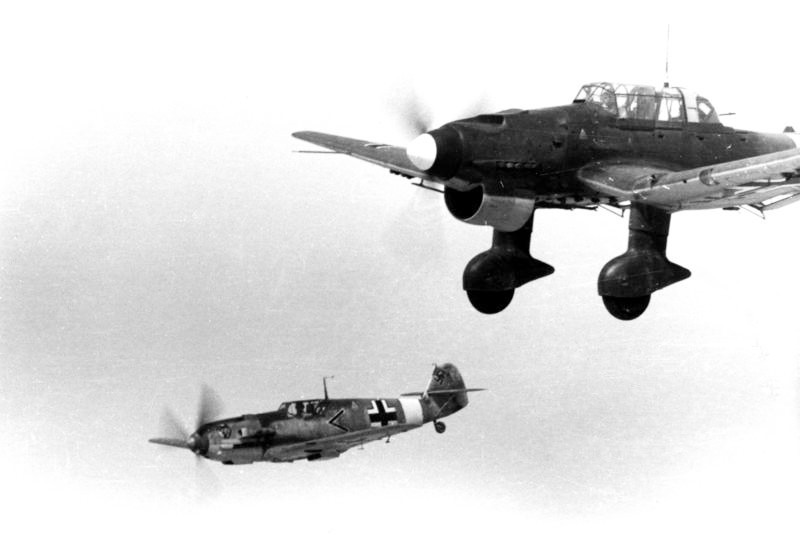
Символы блицкрига — Bf 109 и Ju.87

Несмотря на то, что Великобритания и Франция вступили в войну через несколько дней после агрессии Германии против Польши, боевые действия на западном фронте почти не велись. В воздухе вдоль франко-германской границы проходили незначительные стычки истребителей противоборствующих сторон. Основными противниками «мессершмитта» стали французский MS.406 и американский P-36 Hawk, стоявшие на вооружении французских ВВС. Весной 1940 года на вооружение начали поступать новые типы истребителей MB.152 и D.520. В ходе немногочисленных столкновений в период «странной войны» у французского командования сложилось ложное впечатление, что их самолёты не только ничем не уступают Bf 109, но и даже превосходят их в манёвренности.
Истребительной авиации была отведена исключительно вспомогательная роль в операции по захвату Дании и Норвегии. Для участия в ней было выделено не более 30 истребителей Bf 109Е (позже была переброшена авиагруппа истребителей Bf 109С, увеличив группировку до 50 самолётов). В ходе кампании пилоты заявили о 17 воздушных победах, потеряв до десяти своих машин.
10 мая 1940 года вермахт начал наступление на западе. К этому времени в люфтваффе стояло на вооружении 1114 Bf 109 различных серий, из них для участия в кампании было выделено 860 в составе четырёх эскадр, сведённых в два истребительных командования. Этим силам противостояли 550 французских истребителей, поддержанных сотней «харрикейнов» Британских экспедиционных сил и небольшого числа истребителей бельгийских и голландских ВВС. В результате первого авиаудара по 72 аэродромам союзников были практически уничтожены бельгийская, голландская и треть французской авиации — люфтваффе завоевало господство в воздухе. Кроме численного превосходства и опыта пилотов, свою роль сыграла передовая тактика и технические характеристики немецких истребителей. Везде, где появлялись Bf 109, бомбардировщики и штурмовики могли наносить удары практически безнаказанно, что в немалой степени способствовало общему успеху германского наступления. Серьёзное противодействие было оказано лишь в ходе воздушных боёв над Дюнкерком, где «мессершмиттам» противостояли Hurricane и Spitfire Mk.I Королевских ВВС, действующие с аэродромов в южной Англии. Впервые столкнувшись с равным по силе соперником, к тому же превосходящим его в техническом плане, люфтваффе понесли существенные потери и не сумели предотвратить эвакуацию британских войск.

### Битва за Британию

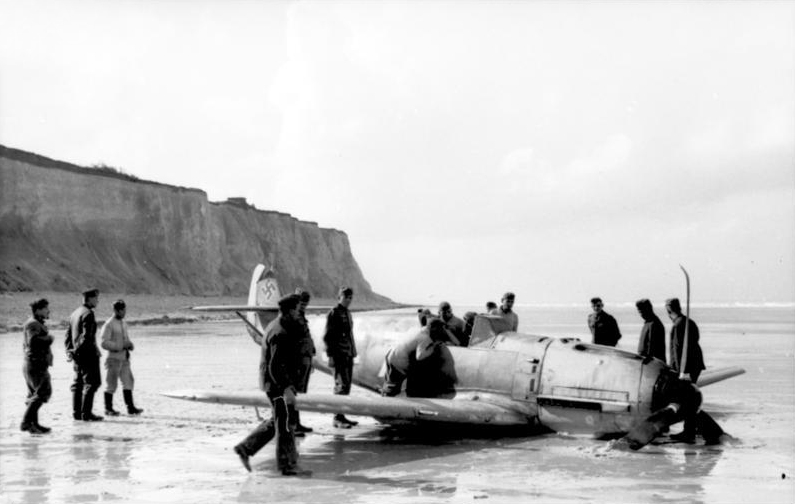
Повреждённый Bf 109, совершивший аварийную посадку на французском побережье, лето 1940 года

Битва за Британию стала первой операцией, в которой Bf 109 встретил сопротивление примерно того же количества самолётов, по своим характеристикам не уступавших ему. Эти самолёты управлялись лётчиками, подготовленными не хуже пилотов люфтваффе. Серьёзным фактором было то, что воздушные бои велись над территорией Британии и немецкие истребители действовали на пределе своего радиуса действия — подбитые самолёты практически не имели шансов «дотянуть» до своих аэродромов. Для воздушного нападения люфтваффе располагали около 2800 боевых машин, из них 760 истребителей Bf 109, в основном модификаций Bf 109Е. Королевские ВВС противопоставили им свыше 900 современных «Харрикейнов» и «Спитфайров». Неоспоримым преимуществом обороняющих была развитая сеть противовоздушной обороны, оснащённая новейшими средствами радиолокационного наблюдения и включающая в себя более чем две тысячи зенитных орудий. К тому же благодаря системе «Ультра» британское командование получило возможность концентрировать свои силы в нужное время на важнейших участках.
Воздушные дуэли первых же дней показали сильные и слабые стороны «Эмиля» по сравнению со своими соперниками. На высотах более 6000 метров Bf 109 был несколько быстрее «Спитфайра» в горизонтальном полёте и при наборе высоты. На всех высотах немецкий истребитель был быстрее «Харрикейна», который уступал «Мессершмитту» практически во всём, кроме радиуса и времени виража. На высотах менее 4600 метров «Спитфайр» был быстрее в горизонтальном полёте. На всех высотах оба британских истребителя были манёвреннее «сто девятого» в горизонтальной плоскости. Немецкий истребитель быстрее разгонялся, лучше пикировал и превосходил своих противников (особенно «Харрикейн») в вертикальных манёврах. Мощность бортового оружия Bf 109 вызывала уважение английских пилотов, чьи истребители на то время вооружались лишь пулемётами винтовочного калибра. В результате огневая мощь немецкого истребителя была на 25 % выше конкурентов, что, впрочем, компенсировалось более высокой скорострельностью их противников.
Во время битвы за Британию, длившейся несколько месяцев и делящейся на несколько этапов, роль одномоторных истребителей постоянно возрастала. Не сумев в ходе первых ударов уничтожить британскую истребительную авиацию, люфтваффе перенацелило свои усилия на бомбардировку городов, в первую очередь Лондона. В изменившейся стратегии «мессершмиттам» отводилась роль прикрытия формаций бомбардировщиков. В этих условиях ограниченный радиус действия Bf 109 стал определяющим фактором. Часто истребители сопровождения были вынуждены возвращаться на свои аэродромы раньше, чем могли вступить в бой с истребителями противника. Это резко снижало эффективность применения немецких одномоторных истребителей. К тому же, как оказалось, «мессершмитт» был посредственным истребителем сопровождения: лишённый преимущества в скорости и высоте, он плохо справлялся с данной ролью. Стихией Bf 109 был активный наступательный бой. В оборонительных боях на горизонталях его посредственный вираж и угловая скорость крена были серьёзными недостатками.
С октября 1940 года, не сумев добиться намеченных целей, люфтваффе перешло к ночным бомбардировкам Англии. В результате интенсивность вылетов «мессершмиттов» резко снизилась. В период основных боёв было потеряно 530 Bf 109.

### Балканы и Средиземноморский театр военных действий

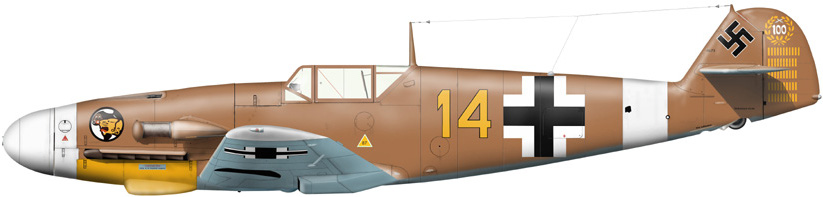
Самолёт, на котором воевал в Северной Африке Ганс-Йоахим Марсель

В начале 1941 года началась переброска части соединений германской авиации на Средиземноморский театр военных действий. Первая авиагруппа, вооружённая Bf 109Е, появилась на Сицилии в феврале 1941 года. Позже было переброшено ещё несколько групп, в том числе и новейших Bf 109F, для поддержки операций в Северной Африке и воздушного наступления на Мальту. Ещё более 120 истребителей было выделено в состав авиационной группировки для агрессии против Югославии и Греции. В ходе скоротечной Балканской кампании люфтваффе сразу завоевали господство в воздухе — противостоящие им югославская, греческая и британская авиации были уничтожены в течение нескольких дней. Примечательно, что в составе югославских ВВС находилась эскадрилья, вооружённая экспортными модификациями Bf 109Е, принявшая участие в обороне Белграда. В очном противостоянии победу одержали более опытные немецкие истребители, имевшие к тому же численное превосходство. Несмотря на то, что югославская королевская авиация была уничтожена за считанные дни, 10 самолётов Messerschmitt Bf 109 всё же попали в руки югославских партизан во время войны.
В Средиземноморье на ранних этапах ситуация также складывалась в пользу люфтваффе. До весны 1942 года ВВС Великобритании могли позволить использование «спитфайров» только над своей территорией, в то время их эскадрильи в этом регионе были в основном укомплектованы «харрикейнами» и «томагавками», заметно уступающими «мессершмиттам» по своим характеристикам. Благодаря качественному превосходству Bf 109 над противниками люфтваффе сумело удерживать на данном театре военных действий воздушное господство в течение длительного времени. Это время стало «счастливым» для многих немецких пилотов, которые именно тогда одержали большое количество побед. Так, знаменитый немецкий эксперт Ганс-Йоахим Марсель установил здесь сразу несколько рекордов. Успешно использовался «мессершмитт» и в качестве истребителя-бомбардировщика, нанося удары по скоплениям британских войск и кораблям союзников. 23 мая 1941 года, одиночный Bf 109Е сумел нанести серьёзные повреждения британскому лёгкому крейсеру «Фиджи», ставшему затем лёгкой добычей для пикирующих бомбардировщиков.
Летом 1942 года из метрополии начались массовые поставки «спитфайров Mk.V» сначала в эскадрильи, базирующиеся на Мальте, а затем и в Египет. Это, наряду с несколькими успешными операциями флота, резко изменило баланс сил в пользу британских войск. Из-за проблем со снабжением и ударов по коммуникациям активность авиации, поддерживающей действия вермахта в Африке, резко снизилась. К октябрю 1942 года британская авиация, ничем не уступая противнику в качестве самолётов, вдвое превосходила их по численности. Люфтваффе потеряло господство в воздухе, а небольшое количество «мессершмиттов» не смогло противостоять многочисленным «спитфайрам». Потеряв за месяц сразу нескольких ведущих асов, включая Й. Марселя, истребительные авиагруппы были передислоцированы из Африки. С высадкой союзников в Северной Африке стратегическая ситуация для войск стран Оси стала просто катастрофической. К началу 1943 года они были зажаты с двух сторон на узком плацдарме в Тунисе. Превосходство союзников в воздухе стало абсолютным, а характеристики их новейших истребителей — «Спитфайров Mk.VIII», «лайтнингов» и «мустангов» превосходили морально устаревшие «Эмили» и «Фридрихи».
В этих условиях командование люфтваффе попыталось переломить ситуацию. Путём переброски на данный участок авиагрупп с других фронтов и направления на Средиземноморье значительной части выпускаемых из производства истребителей удалось создать истребительную группировку численностью свыше 200 машин (преимущественно новейших Bf 109G). На протяжении нескольких месяцев немецкие истребители успешно (учитывая их малую численность в сравнении с противостоящими им силами) обеспечивали интенсивность поддержки сухопутных сил на всех этапах боевых действий. Кроме задач по прикрытию наземных сил, «мессершмиттам» приходилось выполнять не свойственные им функции по прикрытию морских и воздушных конвоев. Здесь вновь подтвердилось, что «сто девятые» не пригодны в качестве эскортных истребителей — потери прикрывавшихся ими транспортных самолётов были просто катастрофическими.
После разгрома группы армий «Африка» в Тунисе основной целью люфтваффе стало недопущение возможной высадки союзников на континент. Истребительным частям удалось избежать разгрома, осуществив эвакуацию на Сицилию. Причём часть персонала была вывезена в фюзеляжах «Bf 109» буквально накануне капитуляции. Средиземноморье получило в люфтваффе приоритет в пополнении техникой и личным составом. Первоочерёдной задачей было создание мощной группировки истребительной авиации, способной восстановить господство в воздухе. В период с мая по июль 1943 года доля одномоторных истребителей, направляемых на данный театр военных действий, составляла свыше 40% от общего выпуска самолётов этих типов, более того, дополнительно были переброшены две авиагруппы, отвечающие за непосредственную оборону рейха. Однако превосходство союзников было неоспоримым — британская и американская авиация блокировали немецкие и итальянские аэродромы на острове, подвергая их постоянным авиаударам. На пределе своих возможностей подразделения истребителей «Bf 109» участвовали в оборонительных боях и в течение нескольких недель были практически уничтожены. В дальнейшем, после высадки союзных войск в Сицилии, в течение последующей Итальянской кампании (1943—1945), немецкие истребители эпизодически использовались в небольших количествах и влияния на ход боевых действий не имели.

### Восточный фронт
К июню 1941 года в рамках подготовки к операции «Барбаросса» на советско-германской границе было сосредоточено свыше одной тысячи истребителей «Bf 109», из них — 40 % новейших модификаций Bf 109F. После успешного первого удара «Фридрихи» обеспечивали господство в воздухе, участвуя в воздушных боях, тогда как Bf 109Е всё чаще использовались в качестве истребителей-бомбардировщиков. На протяжении первого этапа боёв на Восточном фронте в 1941—1942 годах «мессершмитт» продемонстрировал явное превосходство над основными типами советских истребителей, особенно над устаревшими И-15 и И-153, а также прославившимся в небе Испании И-16. Современная аэродинамическая схема Bf 109, сочетание мощного двигателя водяного охлаждения и высокой удельной нагрузки на крыло давала немецкому истребителю множество шансов добиться победы в бою с лёгкими, манёвренными, но аэродинамически менее совершенными противниками. Преимущество в горизонтальной скорости дополнялось способностью немецкой машины набирать бо́льшую скорость в пикировании — до 700 км/ч и выше (фактически скорость ограничивалась лишь прочностью конструкции и управляемостью, резко падавшей на высоких скоростях), а также способностью сохранять набранную скорость при переходе в горизонтальный полёт и в набор высоты. Его советские оппоненты были лишены подобных возможностей, поэтому излюбленной тактикой пилотов Bf 109 в бою с И-16 и бипланами стала атака с превышения и последующий уход «горкой» вверх. В таких условиях у советских пилотов не было шансов ни догнать Bf 109, ни навязать ему свою манеру боя: фактически им приходилось только обороняться. На «собачью свалку» на горизонталях, где советские самолёты имели явное преимущество, пилоты Bf 109 просто не шли, сводя бой к последовательности пикирований, обстрелов цели и уходов вверх с занятием позиции для последующей атаки. Единственным тактическим приёмом, на который приходилось рассчитывать пилотам «ишаков», была лобовая атака. Если они замечали идущий в атаку с превышения «мессер», то старались немедленно развернуться навстречу, используя хорошую горизонтальную манёвренность своих самолётов.
С началом операции «Барбаросса» советские истребители Як, ЛаГГ и МиГ стали нести в боях с Bf 109 большие потери. На результатах воздушных схваток сказывались технические проблемы советских машин, связанные с «недоведённостью» их во многом ещё «сырых» конструкций. Серийные «Яки», «ЛаГГи» и «МиГи» по сравнению с опытными образцами имели бо́льший вес, уступали в скорости и скороподъёмности, надёжность их агрегатов и систем, а также их качество сборки и отделки, зачастую были неудовлетворительными. Кроме того, к моменту нападения на СССР основным типом истребителя люфтваффе уже считался Bf 109F с более мощным мотором и улучшенной аэродинамикой. Всё это в сочетании с катастрофическими для СССР результатами наземных операций, общей утратой инициативы, тяжёлым положением эвакуированной на восток промышленности и особенно в связи с острейшей нехваткой времени и ресурсов для обучения квалифицированных пилотов, поставило советские ВВС в крайне невыгодное положение по сравнению с люфтваффе. Кроме того сказывалась обстановка с плохо подготовленными кадрами. В начале войны каждый седьмой советский лётчик погибал при первом боевом вылете. С самого начала кампании на востоке пилоты Bf 109 завоевали превосходство в воздухе и удерживали его в 1941—1942 годах (См. также: 52-я истребительная эскадра люфтваффе).
Ситуация начала меняться к концу 1942 года, когда пилоты Bf 109 встретились с усовершенствованными типами советских истребителей: Ла-5, Як-7Б, Як-9, а также поставленными союзниками по ленд-лизу «Аэрокобрами». Их возросшие характеристики и качество изготовления позволяли успешно сражаться с Bf 109 на основных боевых высотах (из-за особенностей задач, стоявших перед немецкой и советской авиациями, воздушные бои на Востоке шли, в основном, на малых высотах — до 4000 м, хотя бывали и исключения). Получивший заднего стрелка штурмовик Ил-2 стал ещё более трудной и опасной целью — для борьбы с ними некоторое время активно использовались трёхпушечные модификации «Мессершмитта», однако через некоторое время от них пришлось в основном отказаться, поскольку при подвеске дополнительного вооружения характеристики Bf 109 заметно падали, что уже не могло игнорироваться в связи с ростом угрозы со стороны советских истребителей. Как правило, трёхпушечные машины пилотировали лишь наиболее опытные пилоты.
Кубанское воздушное сражение ознаменовало начало конца безраздельного превосходства люфтваффе, последовавшая за ним Курская битва подтвердила перелом в ходе воздушной войны. Эпоха одностороннего технического и тактического превосходства Германии закончилась.
Самолёты серии «Як» до высоты 4000 м сражались с Bf 109 на равных: по мнению одного из ведущих немецких асов Герхарда Баркхорна (301 победа), из всех истребителей союзников самым опасным противником на малых высотах был Як-9. Ла-5, особенно — модификаций «Ф» и «ФН», продемонстрировал способность на равных драться с Bf 109 до высоты 6—7 тысяч метров. Тем не менее, вплоть до 1945 года опытные немецкие пилоты (которых, правда, к концу войны становилось всё меньше и меньше) на Bf 109 модификаций «G» и «К» могли успешно вести бой с любыми типами советских истребителей, включая наиболее совершенные Ла-7 и Як-3. В то же время среднему, и особенно начинающему пилоту Bf 109 было сложно воспользоваться его преимуществами, тогда как недостатки самолёта (в первую очередь — возросший вес, сказавшийся на управляемости и манёвренности) ставили его в трудное положение в бою с не менее скоростными, но более манёвренными противниками. В целом к середине 1944 года Bf 109 стал уступать своим основным оппонентам на советско-германском фронте, оставаясь, тем не менее, грозным оружием, если за его штурвалом сидел опытный пилот.
В течение всей войны Bf 109 являлся основным типом немецкого истребителя на советско-германском фронте и вынес на себе всю тяжесть воздушных сражений. Среди советских лётчиков «мессер» заслужил репутацию наиболее опасного воздушного противника, выиграв пальму первенства у другого основного истребителя люфтваффе — Fw.190, который при всех своих положительных качествах оказался менее приспособлен для ведения характерных для Восточного фронта манёвренных воздушных боёв на малых высотах ввиду своего большого веса и высокой удельной нагрузки на крыло.
Bf 109 стоял на вооружении JG52 — истребительной эскадры люфтваффе, в которой служили Хартманн, Баркхорн, Ралль и другие известные асы Восточного фронта.

### Оборона Германии
Начиная с середины 1942 года люфтваффе всё чаще приходилось иметь дело с тяжёлыми бомбардировщиками союзников, такими, как B-17 Летающая крепость и B-24 Либерейтор. В среднем было необходимо около 20 прямых попаданий 20-мм снарядов, чтобы сбить эти огромные машины. Находясь в боевом построении и подвергаясь атакам немецких истребителей, тяжёлые бомбардировщики вели перекрёстный огонь такой силы, что немецким пилотам приходилось атаковать их на высоких скоростях, что резко снижало эффективность Bf 109. Кроме того, появление на боевом театре новейших самолётов союзников, таких, как американские P-51 Мустанг, английские Spitfire Mark V и Mark IX, советские Ла-5ФН и Ла-7, которые уже ни в чём не уступали Bf 109, а при использовании дополнительных топливных баков были способны вести воздушные бои практически в любом уголке Германии, привело к резкому увеличению потерь. Пытаясь исправить ситуацию, авиапромышленность Германии резко увеличила производство Bf 109. В течение 1943 года было выпущено более 6400 «Густавов», что более чем в два раза превышало аналогичный показатель 1942 года. Рекордным для Bf 109 стал сентябрь 1944 года, когда было построено 1605 новых машин. Всего же за этот год было произведено 14212 истребителей Мессершмитт Bf 109.
К лету 1944 года Bf 109 G-6 не мог уже тягаться с истребителями союзников. Однако на тот момент Люфтваффе обладало большим числом этих самолётов, как новых, так и восстановленных сбитых. На некоторые истребители были установлены двигатели DB-605AS (Bf 109 G-6AS). Большинство из этих самолётов были переданы в истребительные эскадры домашней обороны для перехвата американских бомбардировщиков и истребителей сопровождения.
Несмотря на то, что технические возможности самолёта были практически исчерпаны, немецкие конструкторы пытались выжать из Bf 109 всё возможное, создавая узкоспециализированные модификации. Так, например, модель G-10 была построена специально для ведения боёв с истребителями противника на большой высоте. Эта модель оснащалась двигателем Daimler Benz 605D с более мощным нагнетателем, а его вооружение было несколько ослаблено. Основной задачей эскадрилий, на вооружении которых стоял этот самолёт, было навязать бой истребителям сопровождения на большой высоте с тем, чтобы другие, лучше вооружённые истребители ПВО (но более тяжёлые и в результате не способные сражаться с истребителями противника), такие, как Fw 190A-8, могли атаковать бомбардировщики союзников.
На тот момент качество подготовки пилотов Люфтваффе сильно снизилось, и очень часто, при перехвате бомбардировщиков союзников, пилоты Bf 109 не могли даже защитить себя от более опытных и агрессивных американцев, в результате оставляя без защиты сопровождаемые Focke-Wulf, не давая тем шанс расправиться с бомбардировщиками врага.
Осенью 1944 года летняя кампания союзников по уничтожению немецких заводов, производящих синтетическое топливо дала результаты, Люфтваффе стало получать менее 40% необходимого топлива. Перехваты бомбардировщиков происходили всё реже и реже, зимой к нехватке топлива добавилось погодные условия, при которых малоопытные пилоты не могли летать.
Даже если бы Bf 109 G-6AS и G-10 появился шестью месяцами ранее, когда Люфтваффе ещё имело много опытных пилотов, которые могли бы использовать улучшенные высотные характеристики самолёта, это уже не могло изменить исход войны.

## На вооружении других стран

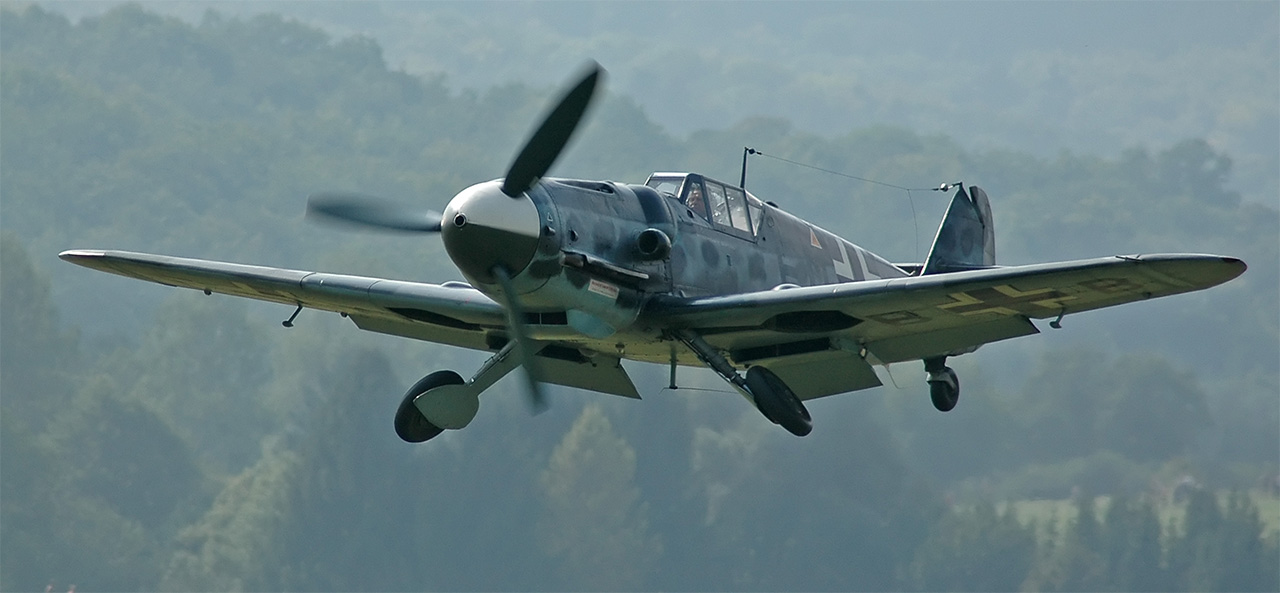
Bf 109, принадлежащий Фонду Мессершмитта, в полёте (1995 год)

Помимо Германии, Bf 109 состоял на вооружении ВВС целого ряда государств во время и после Второй мировой войны:
- Болгария — этой стране было поставлено 19 Bf 109E и 145 Bf 109G. Эти машины принимали участие в воздушных боях над Софией в 1944 году.
- Венгрия — в период с 1942 по 1944 было поставлено 2 Bf 109D, 40 Bf 109E, 66 Bf 109F, 260 Bf 109G и 20 Bf 109 (kf) немецкой постройки и 227 машин местного производства из 537 выпущенных по лицензии.
- Израиль — 25 самолётов чехословацкой постройки S-199 в 1948 году было поставлено ВВС Израиля, они участвовали в Войне за независимость.
- Испания — эта страна использовала Bf 109 дольше других. Первые машины были поставлены сюда ещё во время Гражданской войны. В 1942 году испанское правительство пыталось организовать лицензионное производство специально для этого разработанной модификации Bf 109J у себя. В начале 1943 года лицензионное разрешение было получено, но дальше предварительных приготовлений дело не пошло. Производство истребителя под обозначениями HA-1109-J1L, HA-1110-K1L (двухместный) и HA-1112-K1L началось лишь после войны и продолжалось до 1958 года.
- Румыния — в эту страну было экспортировано 70 «Густавов», но к середине 1944 года от ВВС Румынии почти ничего не осталось.
- Словакия — Словацкие воздушные силы использовали Bf 109E-7 и Bf 109G-6.
- Финляндия — на вооружении этой страны находилось 48 Bf 109G-2, 109 Bf 109G-6 и 2 Bf 109G-8. Части, оснащённые этими машинами, принимали участие в действиях против СССР.
- Хорватия — для ВВС этой страны было поставлено небольшое количество Bf 109G-10.
- Чехословакия (с 1939 по 1945 гг. — Протекторат Богемия и Моравия в составе нацистской Германии) — в эту страну было поставлено 15 Bf 109G и, кроме того, планировалось организовать производство этих машин по лицензии, но, как и в Испании, до конца войны так и не было выпущено ни одного самолёта. Производство Bf 109 началось лишь после войны и продолжалось до 1949 года. Самолёт выпускался пражским заводом Avia под обозначениями S-99 (около 20 самолётов, собранных из запасных частей Bf 109G-10, G-12 и K-4) и S-199 (450 одноместных и 82 двухместных). S-199 был снят с вооружения ВВС Чехословакии лишь в 1957 году.
- Швейцария — перед началом Второй мировой войны ВВС Швейцарии имели на вооружении Bf 109D (10 экземпляров) и Bf 109E (80 экземпляров). Кроме того, в 1944 году в обмен на разрешение уничтожить совершивший аварийную посадку на территории страны истребитель люфтваффе с секретным оборудованием, Германией швейцарскому правительству было позволено купить ещё 12 штук Bf 109G-6. Также рассматривался вопрос о передаче Швейцарии лицензии на производство Bf 109. Как потом оказалось, двигатели всех двенадцати самолётов из-за своего износа были на грани списания, и в 1951 году, по решению суда, Швейцарии была выплачена денежная компенсация.
- Югославия — незадолго до нападения Германии на эту страну, состоявшегося 6 апреля 1941 года, небольшое количество Bf 109 поступило на вооружение югославских ВВС.
- Япония — сюда было экспортировано 2 Bf 109E. Рассматривались возможности закупки этих самолётов у Германии или производство их у себя по лицензии.

Кроме того, у всех стран, воевавших против Германии, было некоторое количество «Мессершмиттов», захваченных ими в ходе боевых действий. Эти машины использовались для разведки и в качестве учебных самолётов.

## Неофициальные прозвища
Среди советских летчиков получил прозвище «худой» из-за формы фюзеляжа.

## В компьютерных играх
Самая проработанная реализация «худого» для ПК была сделана компанией Eagle Dynamics в игре Digital Combat Simulator. Также на Bf 109 можно «полетать» в таких симуляторах как серия Ил-2 Штурмовик, War Thunder, Warbirds и  World of Warplanes.

## Где можно увидеть
- Музей техники Вадима Задорожного - Россия. Московская область. Messerschmitt Bf 109G-2 (бортовой номер W/Nr 14232).
- Музейный комплекс УГМК (Свердловская область, г. Верхняя Пышма).